# Michaela Tejmlová
Michaela Tejmlová, rozená Suchardová, (* 15. května 1977 Jablonec nad Nisou) je česká právnička specializující se na evropské právo, mediátorka a koučka. V letech 2014–2022 byla zastupitelkou v Jablonci nad Nisou.

## Život
Po absolvování Gymnázia Tanvald vystudovala v letech 1996 až 2001 obor právo na Právnické fakultě Univerzity Karlovy v Praze, a získala tak titul Mgr. Vzdělání si pak ještě v letech 2001 až 2003 rozšířila studiem evropského práva na švédské Stockholm University (obdržela titul LL.M.). V roce 1999 pracovala jako au-pair v Londýně, v roce 2000 jako servírka v USA.
Následně pracovala šest let pro Evropskou komisi na Generálním ředitelství pro hospodářskou soutěž a později pro jednotný trh. Poté působila na Ministerstvu průmyslu a obchodu ČR v SOLVIT centru, které pomáhá občanům EU domáhat se práva vůči úřadům. Od července 2011 pracuje pro službu Vaše Evropa – Poradenství, což je služba Evropské komise provozována neziskovou společnosti ECAS poskytující bezplatné právní poradenství občanům i podnikatelům o jejich EU právech.
V minulosti spolupracovala s občanským sdružením Iuridicum Remedium a krátce s Oživením. Také se zapojila do snahy o kvalitní právní úpravu státní správy ČR z pozice externí spolupracovnice Nadačního fondu proti korupci. Podílela se i na projektu Rekonstrukce státu jakožto členka pracovní skupiny pro státní správu.
Působí rovněž jako mediátorka. Kromě češtiny hovoří plynně anglicky, méně plynně francouzsky a pasivně ovládá němčinu a švédštinu.

## Politické působení
Ve volbách do Evropského parlamentu v roce 2014 kandidovala (ještě jako Michaela Suchardová) na 2. místě kandidátní listiny Strany zelených; obdržela 4153 přednostních hlasů (7,25 % hlasů pro stranu), druhý nejvyšší počet po Ondřeji Liškovi, ale Zelení se do EP nedostali. Členkou Strany zelených byla do téhož roku. Poté kandidovala coby nestranička.
V komunálních volbách v roce 2014 byla zvolena zastupitelkou města Jablonce nad Nisou. Kandidovala jako nezávislá za subjekt Změna pro Jablonec (tj. hnutí Změna a nezávislí kandidáti), obdržela 1892 preferenčních hlasů, a v pořadí kandidátů se tak posunula na první místo. Působila jako opoziční zastupitelka. V krajských volbách v roce 2016 kandidovala jako nestranička za hnutí Změna na kandidátce subjektu s názvem „ZMĚNA PRO LIBERECKÝ KRAJ“ (tj. hnutí Změna a Zelení), skončila však jako první náhradnice.
Ve volbách do Senátu PČR v roce 2018 kandidovala jako nestranička za hnutí SEN 21 v obvodu č. 35 – Jablonec nad Nisou. Podpořili ji také Piráti, KDU-ČSL, Zelení a Společně pro Jablonec. Se ziskem 22,21 % hlasů skončila v prvním kole voleb na 2. místě a ve druhém kole se utkala s občanským demokratem Jaroslavem Zemanem. V něm však prohrála poměrem hlasů 43,57 % : 56,42 %.
Ve volbách do Evropského parlamentu v květnu 2019 kandidovala jako nestranička na 4. místě kandidátky hnutí Hlas, ale hnutí nezískalo potřebných 5 %.
V komunálních volbách v roce 2022 do jabloneckého zastupitelstva již nekandidovala.
Ve volbách do Senátu PČR v roce 2024 kandidovala za hnutí SEN 21 v obvodu č. 35 – Jablonec nad Nisou. Její kandidaturu rovněž podpořili Piráti a Zelení. Se ziskem 9,90 % hlasů skončila na 5. místě, a senátorkou se tak nestala.